# رعيان (جبلة)

تعديل مصدري - تعديل

رعيان هي إحدى قرى عزلة المعشار بمديرية جبلة التابعة لمحافظة إب، بلغ تعداد سكانها 890 نسمة حسب تعداد اليمن لعام 2004.